# Canyondam
Canyondam is een plaats (census-designated place) in de Amerikaanse staat Californië, en valt bestuurlijk gezien onder Plumas County. Het stadje werd in 2021 getroffen door Dixie Fire, een enorme natuurbrand.

## Demografie
Bij de volkstelling in 2000 werd het aantal inwoners vastgesteld op 37.

## Geografie
Volgens het United States Census Bureau beslaat de plaats een oppervlakte van
2,0 km², geheel bestaande uit land. Canyondam ligt op ongeveer 1377 m boven zeeniveau.

## Plaatsen in de nabije omgeving
De onderstaande figuur toont nabijgelegen plaatsen in een straal van 16 km rond Canyondam.